# ألويس لوتز
ألويس لوتز (بالألمانية: Alois Lutz)‏ هو متزلج فني نمساوي، ولد في 1898 في فيينا في النمسا، وتوفي في 1918 بسبب ذات الرئة.